# Moscheea din Taksim
Moscheea din Taksim (în limba turcă Taksim Camii) este o moschee din Istanbul, Turcia. Aceasta este una dintre cele mai noi edificii religioase din oraș, fiind localizată în celebra Piață Taksim.

## Istorie și arhitectură
Proiectul ridicării acestei moschei datează din jurul anului 1952 când s-a creat și Asociația pentru Construirea și Administrarea Moscheii din Taksim. Nu s-a concretizat însă, proiectul fiind complet abandonat în anul 1983 când Consiliul de Stat al Turciei a decis că nu reprezintă o prioritate de interes public. Spre finalul anilor 80', politicienii conservatori Turgut Özal și Necmettin Erbakan au adoptat ca obiectiv politic în programele lor construcția acestei mari moschei. De fiecare dată, mass-media și diferiți reprezentanți ai societății civile s-au opus proiectului, organizând chiar un protest în anul 2013. Președintele Recep Tayyip Erdoğan, un apărător al cauzei conservatorilor, a hotărât să se implice, iar în ianuarie 2017 a primit aviz favorabil din partea guvernului.
Construcția propriu-zisă a moscheii a început foarte repede după aprobarea proiectului, în februarie 2017. Guvernul turc și primăria din sectorul Beyoğlu al Istanbulului s-au ocupat de lucrări. Șefik Birkiye și Selim Dalaman au fost arhitecții desemnați. Lucrările au fost finalizate la începutul anului 2021, rezultând un edificiu monumental, într-un stil neo-otoman cu influențe de Art Deco ce domină Piața Taksim. În 28 mai 2021, a avut loc prima rugăciune de vineri și moscheea a fost inaugurată în prezența președintelui Recep Tayyip Erdoğan.

## Galerie de imagini

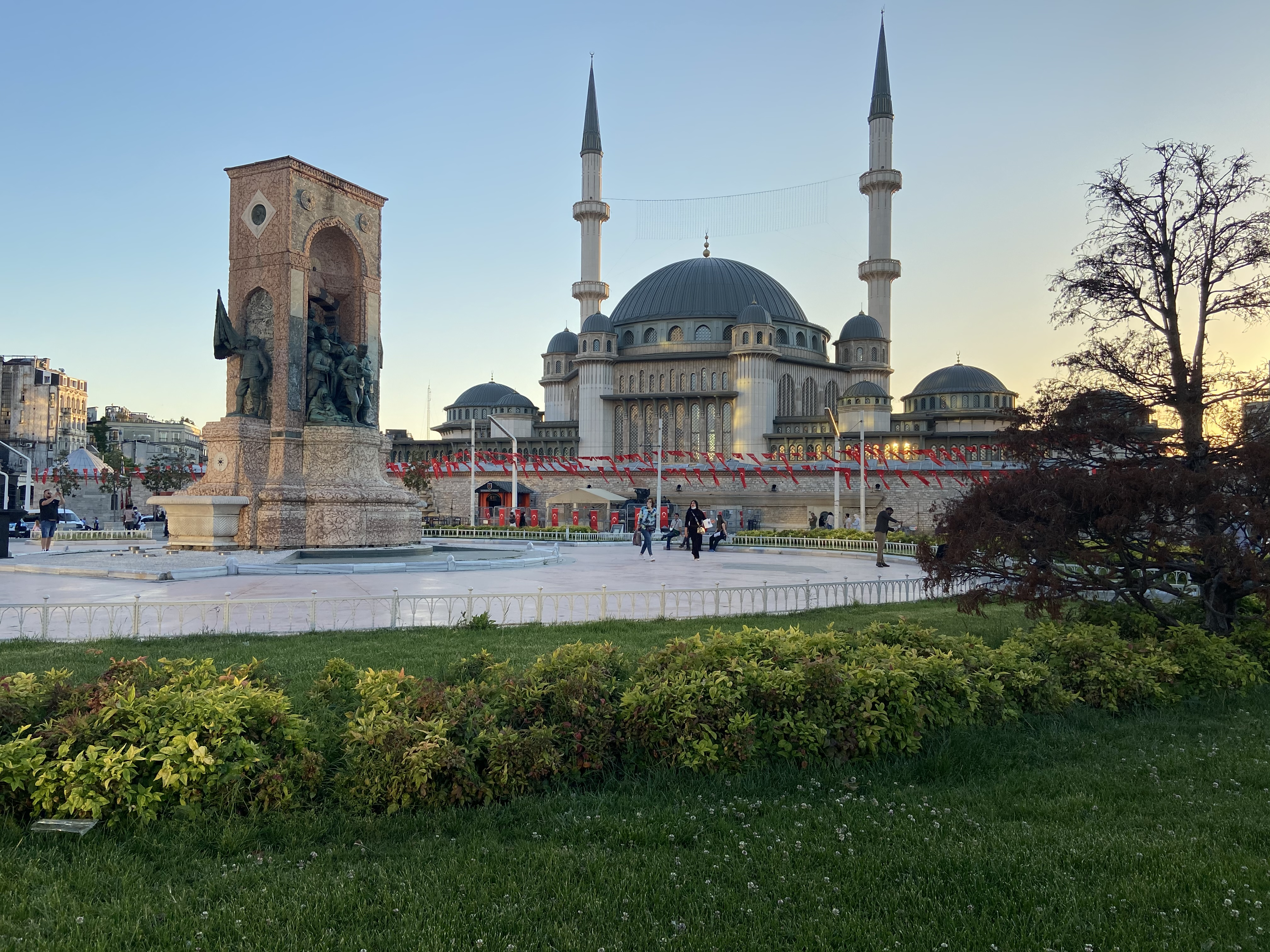
Moscheea și monumentul din Piața Taksim.